# دریس (گیاه)
دریس سرده، گیاهی از راسته باقلاسانان و تیره باقلائیان است و زیرخانواده باقالی‌ها می‌باشد. این گیاه بومی جنوب شرق آسیا و گینه نو است. ریشه گونه Derris elliptica، حاوی روتنن است که دارای خواص یک حشره‌کش می باشد و برای ماهی‌ها سمی است.

## انواع گونه‌ها
گونه‌های دریس به شرح زیر می‌باشند:
- D. cumingii
- D. elegans
- D. elliptica
- D. ferruginea
- D. malaccensis
- D. marginata
- D. microphylla
- D. ovalifolia
- D. parviflora
- D. philippinensis
- D. polyantha
- D. robusta
- D. scandens
- D. trifoliata